# Anopheles stookesi
Anopheles stookesi är en tvåvingeart som beskrevs av Donald Henry Colless 1955. Anopheles stookesi ingår i släktet Anopheles och familjen stickmyggor. Inga underarter finns listade i Catalogue of Life.